# Macapá
Macapá (AFI: /makaˈpa/) é um município brasileiro, capital do estado do Amapá, Região Norte do país. Sua população em 2022 é de 442 933 habitantes, sendo o 52.° município mais populoso do Brasil e o quinto mais populoso da Região Norte. Situa-se no sudeste do estado e é a única capital estadual brasileira que não possui interligação direta por rodovias a outras capitais. Além disso, é a única cortada pela linha do Equador e que se localiza no delta do rio Amazonas, distando 1 791 quilômetros de Brasília.
Segundo dados do IBGE, em 2021, o município detinha o 117.º maior produto interno bruto da nação, com cerca de 12 bilhões de reais, sendo a oitava cidade mais rica do norte brasileiro. Na Amazônia, é a terceira maior aglomeração urbana, com 3,5% da população de toda a Região Norte do Brasil, reunindo em sua região metropolitana quase 560 mil habitantes. Aproximadamente 60% da população do estado está na capital. Sua área é de 6.407 km² representando 4,4863 % do estado, 0,1663 % da Região e 0,0754 % de todo o território brasileiro.
A cidade enfrenta diversos problemas ambientais e sociais, tais quais ser a capital mais violenta do país, de acordo com o Anuário Brasileiro de Segurança Pública de 2022, a segunda capital com o pior saneamento básico e a menos desenvolvida do Brasil, de acordo com o Índice FIRJAN de Desenvolvimento Municipal (2025).

## Etimologia
A toponímia é de origem tupi, como uma variação de "macapaba", que quer dizer lugar de muitas bacabas, uma palmeira nativa da região (Oenocarpus bacaba Mart.). Porém, segundo o tupinólogo Eduardo Navarro, em seu Dicionário de Tupi Antigo (2013), o topônimo "Macapá" possui origem no termo da língua geral setentrional macapaba, que significa "lugar de macabas" (macaba, macaba + aba, lugar). Segundo o Dicionário Aurélio, "macaba" é uma árvore frutífera sertaneja.

## História

### Colonização europeia

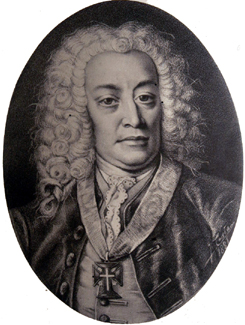
Mendonça Furtado, governador da Capitânia do Grão-Pará entre 1751 a 1759. Fundador da Vila de São José de Macapá.

Antes de ter o nome de "Macapá", o primeiro nome concedido oficialmente às terras da cidade foi Adelantado de Nueva Andaluzia, em 1544, por Carlos V, numa concessão a Francisco de Orellana, navegador espanhol que esteve na região. Entre 1580 e 1610, ingleses tentaram implantar canaviais na costa de Macapá para fabricação de açúcar e rum, com base em mão de obra de africanos escravizados. O empreendimento falhou e os ingleses deixaram a região, levando consigo os referidos escravizados. No século XVIII, Macapá possuía um destacamento militar instituído desde 1738 além de importantes das missões jesuítas. Em dezembro de 1751, houve a primeira migração de colonos portugueses não militares para a então vila de Macapá, sendo 68 pessoas advindas da Ilha Terceira, em Açores. Em 1752, chega o segundo grupo de colonos açorianos: 86 moradores, composto de apenas mulheres, crianças e velhos.

Na segunda metade do século XVIII, a Coroa Portuguesa iniciou uma série de medidas modernizadoras para assegurar a posse e as fronteiras portuguesas na região amazônica, que não estavam bem definidas na ocasião. Dentre essas medidas, destacam-se a fundação de vilas e sua povoação com colonos portugueses das ilhas de Santa Maria e Graciosa; a construção de fortificações militares em regiões estratégicas; a tentativa de introdução de monoculturas de exportação; a expulsão da Companhia de Jesus e a conversão das antigas missões vilas; aabolição da escravidão dos indígenas e a submissão dos nativos ao trabalho compulsório assalariado, regulamentado pelo Diretório dos Índios; e a criação da Companhia Geral de Comércio do Grão-Pará e Maranhão para, em especial, estimular a entrada de escravos negros trazidos da África. Foi nesse contexto geopolítico que houve a fundação da Vila de São José de Macapá (1758).

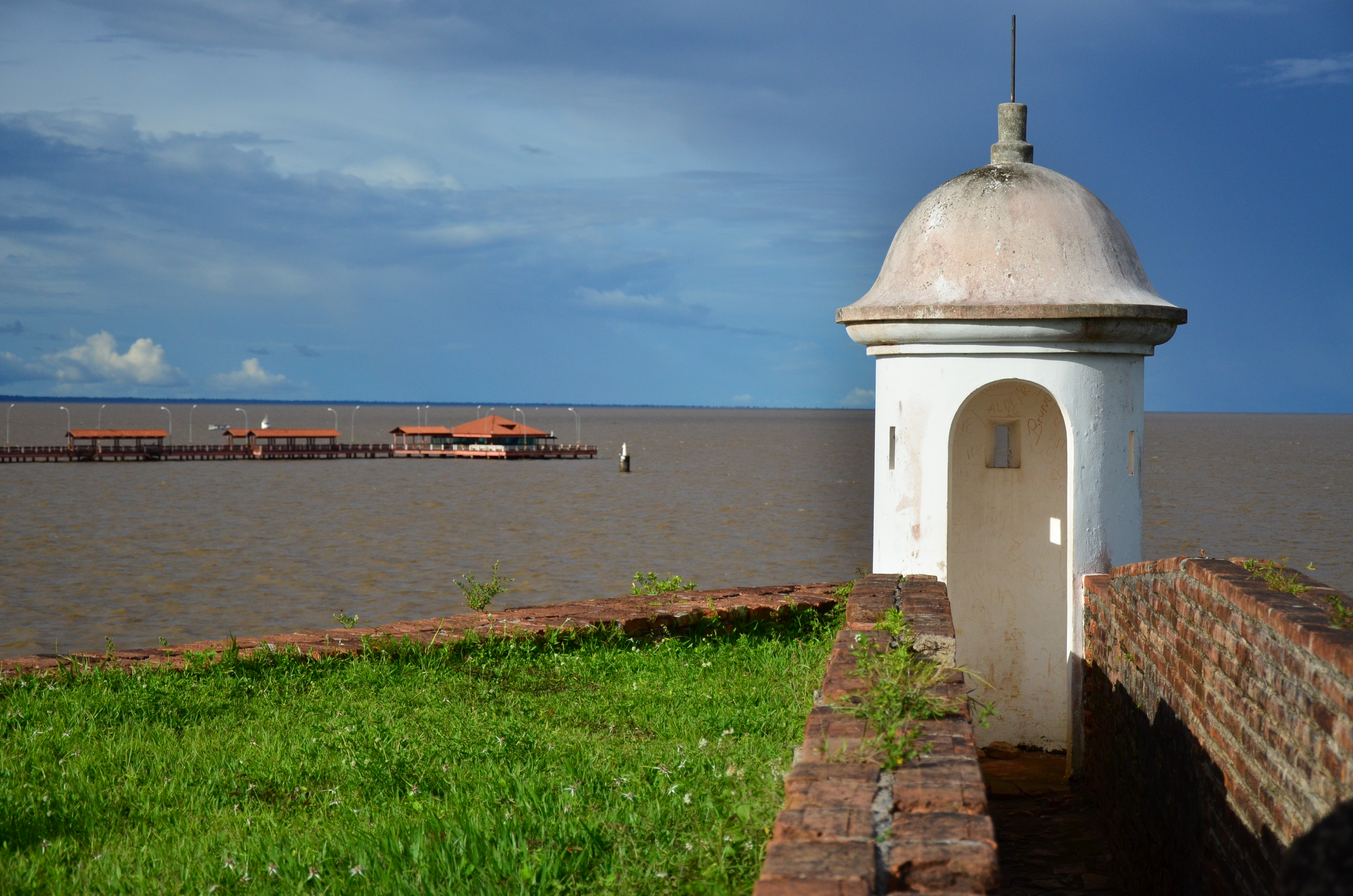
Fortaleza de São José de Macapá, construída entre 1764 e 1782.

Em 2 de fevereiro de 1758, foi criada a Intendência (depois transformada em Câmara Municipal) e foram empossados quatro membros da comunidade para gerenciar e conduzir os destinos da futura vila. Dois dias depois, em 04 de fevereiro 1758, Mendonça Furtado levantou o primeiro pelourinho (no Largo São Sebastião, atual Praça Veiga Cabral) e oficializou a fundação a Vila de São José de Macapá. Em seguida, levantou o segundo pelourinho (no Largo de São José, atual Praça Barão do Rio Branco) e definido o local para a construção das primeiras casas da vila. A Vila de São José de Macapá foi escolhida também para abrigar a Fortaleza de São José de Macapá, a maior fortificação portuguesa na região. A construção da fortaleza já constava nos planos do Governador Mendonça Furtado desde a criação da povoação de Macapá, em 1751. Integrava, assim, os planos de ampliação e defesa da colônia, especialmente dos franceses instalados na Guiana. A construção do forte foi iniciada em 1764. Inicialmente, foi erguido o Baluarte de São Pedro. Seu traço e sua construção ficaram sob a responsabilidade de um engenheiro integrante da Comissão Demarcadora de Limites, Henrique Antônio Galúcio. Suas obras se estenderam por dezoito anos, marcados por períodos de forte atividade e por momentos de estagnação. A fortificação foi oficialmente inaugurada em 19 de março de 1782, no dia de São José, orago da fortaleza e padroeiro da cidade de Macapá. Naquela ocasião, a questão da demarcação das terras com a Espanha, praticamente, fora superada. O Tratado de Santo Ildefonso (1777), que legitimou a posse do território pretendido pelos portugueses, demonstrou o acerto da política adotada. Nos dezoito anos de construção (1764-1782), o erguimento da fortaleza consumiu a mão de obra de cerca de 2.300 negros africanos escravizados (entre escravos permanentes, residentes na vila; e temporários, alugados em outras vilas e então trazidos à Macapá) e 2.500 índios submetidos ao trabalho compulsório assalariado previsto no Diretório dos Índios (oriundos de várias antigas missões de catequese espalhadas pela região amazônica), além da mão de obra especializada portuguesa.

### Século XIX
Em 1808, as atividade econômicas da Vila de São José de Macapá concentravam-se na lavoura do arroz, do algodão, da maniva, do milho e do feijão e na exploração de mão de obra escrava negra. Havia também número significativo de militares (soldados, sargentos, cabos, capitães, tenentes, anspeçadas, alferes), sapateiros, costureiras, negociantes, tecedeiras, carpinteiros, ferreiros, ajudantes de cirurgia, parteira, fiandeiras, ourives e feitores, além de 706 negros escravizados (394 homens e 312 mulheres) em diversas ocupações. Em praticamente todos os 297 domicílios havia escravizados dedicados à lavoura ou dedicadas a fiação de tecidos.
Durante a Cabanagem (1835-1840) na então província do Grão-Pará, as vilas de Macapá e Mazagão se aliaram às forças legalistas contra o exército cabano, sofrendo depredações e seus rebanhos dizimados.
No início do século XVIII, Francisco Xavier de Mendonça Furtado foi enviado pelo governo português para a direção do Extremo Norte com o fim de solucionar o problema de fortificação do Cabo Norte, então denominado Costa do Macapá, pois a coroa portuguesa vivia temerosa de ataque dos corsários franceses. Em 1836, os franceses estabeleceram um efêmero posto militar na margem do lago Amapá, abandonado graças à intervenção britânica. Em 1841, Brasil e França concordaram em neutralizar o Amapá até a solução da pendência. No entanto, todas as conversações posteriores (1842, 1844, 1855, 1857) fracassaram. Só vingou uma declaração de 1862 sobre a competência comum para julgar os criminosos do território.
Em 6 de setembro de 1856, a Lei nº 281 eleva Macapá à categoria de cidade. Em 1888, ano da abolição da escravatura, ainda havia 211 pessoas negras escravizadas em Macapá.

### Séculos XX e XXI
Com a Proclamação da República no Brasil a situação na região fronteiriça ficou caótica. Seus habitantes elegeram, então, um triunvirato governativo (1894): Francisco Xavier da Veiga Cabral, chamado o "Cabralzinho", cônego Domingos Maltês e Desidério Antônio Coelho. Os franceses nomearam capitão-governador do Amapá o preto velho Trajano, cuja prisão provocou a intervenção militar da Guiana. A canhoneira Bengali, sob o comando do capitão Lunier, desembarcou um contingente de 300 homens e houve luta. Lunier foi morto com 33 dos seus. França e Brasil assinaram um tratado de arbitragem (1897). O barão do Rio Branco, vitorioso dois anos antes na questão de limites com a Argentina, foi encarregado (1898) de defender a posição brasileira perante o conselho federal suíço, escolhido como tribunal arbitral. Em 5 de abril de 1899, Rio Branco entregou sua "Memória apresentada pelos Estados Unidos do Brasil à Confederação Suíça", e, em 6 de dezembro do mesmo, ano uma segunda memória, em resposta aos argumentos franceses. Como anexo, apresentou o trabalho de Joaquim Caetano da Silva "O Oiapoque e o Amazonas", de 1861, em que se louvava e que constituía valioso subsídio ao estudo da matéria. Reunidos, os documentos formavam cinco volumes e incluíam um atlas com 86 mapas. A sentença, de 1º de dezembro de 1900, redigida pelo conselheiro federal coronel Edouard Müller, deu a vitória ao Brasil, que incorporou, a seu território, 260 000 quilômetros quadrados. Resolvido o Contestado Franco-Brasileiro, em 1900, a região norte do então Estado do Pará sofreu com o isolamento político e com a pobreza econômica. A economia da região baseava-se no extrativismo (borracha, castanha, pau-rosa e madeiras); pela exploração clandestina de ouro e, principalmente, por atividades agropastoris de subsistência. Em 1940, Macapá, Mazagão e Amapá somavam apenas 30 mil pessoas.Diante do subdesenvolvimento econômico, da diminuta população, da posição estratégica em área fronteiriça e da ocorrência da Segunda Guerra Mundial, Getúlio Vargas decidiu desmembrar do Pará uma área de cerca de 142 mil km² para constituir uma nova unidade federativa.

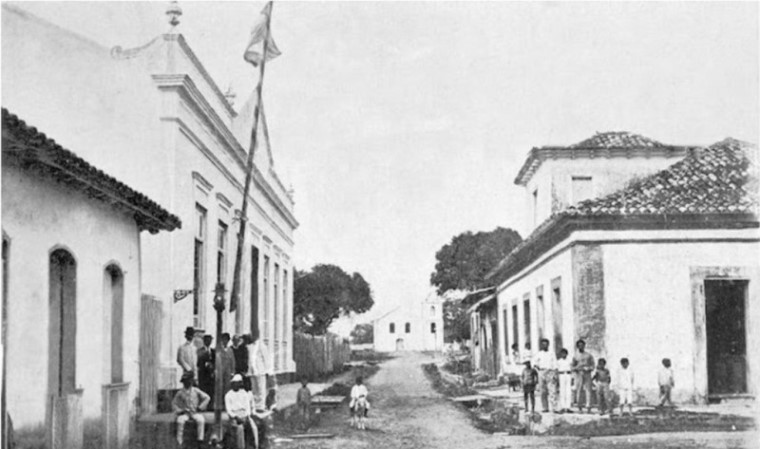
Vista da área central de Macapá em 1913. À esquerda, a Intendência Municipal, atual Museu Histórico Joaquim Caetano. Ao fundo, a Igreja de São José de Macapá.

O Território Federal do Amapá foi criado em 13 de setembro de 1943 pelo Decreto-Lei nº 5.812/43, juntamente com outros quatro territórios federais: Guaporé, Rio Branco, Iguaçu, Ponta Porã. Em 27 de dezembro de 1943, Getúlio Vargas designou o capitão Janary Gentil Nunes para assumir o posto de primeiro governador do território. Imediatamente, Janary Nunes visitou os principais núcleos populacionais do Território do Amapá. Naquele momento, imaginou-se como capital do território o município de Amapá, porém, o isolamento geográfico fez com que Janary Nunes decidisse pela instalação da capital em Macapá, mais acessível por via fluvial e com estruturas urbanas mais promissoras. Desse modo, Janary Nunes instalou o primeiro governo territorial na cidade de Macapá em 25 de janeiro de 1944. Os primeiros relatórios governamentais expressavam as condições críticas em que o recém-criado Território Federal do Amapá se encontrava: insuficiente e precário estado das habitações que sequer dispunham de condições de saneamento e higiene; ausência de serviços de água encanada, energia elétrica ou esgotos; a necessidade de olaria ou serraria no território para realização de toda e qualquer construção; a dificuldade de desembarque que ainda afetava o miserável comércio; a carência de mercadorias; ausência de prédios adequados à acomodação dos órgãos públicos e falta de pessoas para a realização de todos os serviços. Desse modo, os primeiros anos da administração territorial, nas décadas de 1940 e 1950, foram marcados por grandes obras e incentivos públicos de ocupação do território e desenvolvimento econômico, dentre elas: a construção de escolas públicas nas sedes municipais e em algumas vilas, a urbanização da capital, a construção dos edifícios da Administração Pública Territorial e a criação de polos agrícolas.
O processo de urbanização de Macapá implicou na controversa remoção da população negra do centro histórico para uma região periférica onde hoje são os bairros Laguinho e Santa Rita (antigo Bairro da Favela), fato que ainda é relembrado e causa ressentimento entre aqueles que foram removidos e seus descendentes. Embora Julião Ramos (1876-1958), um dos líderes negros da época, e seus familiares apoiassem a política de remoção, Josefa Lino da Silva (Tia Zefa, centenária brincante de marabaixo) relembra que "a maioria dos negros não gostou, mas ninguém nada falava". Maria Felícia Cardoso Ramos, outra idosa brincante do marabaixo, diz "os negros saíam das casas, mas com aquela mágoa. Nós saímos com mágoa".
A criação do Território Federal do Amapá (1943) e a elevação à categoria de estado (1988) culminaram em intensa migração, que trouxe pessoas de várias partes do Brasil em busca de melhorias de vida. Entre 1990 e 2010, a população de Macapá cresceu 136%, passando de 132.668 pessoas para 381.214 habitantes. Atualmente mais de 94% de sua população reside no urbano. A partir de 2010, o processo de expansão urbana atual de Macapá segue uma lógica de verticalização e dispersão. A verticalização se dá no aumento da construção de torres no centro da cidade, direcionadas a públicos de média e alta renda, o que deve ocasionar aumento no número de indivíduos desses grupos sociais ocupando essa área urbana. A dispersão se relaciona ao número de condomínios e loteamentos horizontais que estão sendo construídos em áreas mais afastadas da cidade e com baixa densidade populacional. Por outro lado, em torno de 14% da população (cerca de 60 mil pessoas) vivem em habitações palafíticas precárias, sobre áreas alagadas, que estão em vários lugares da cidade, o que contribuiu para acentuar os impactos ambientais.

## Geografia

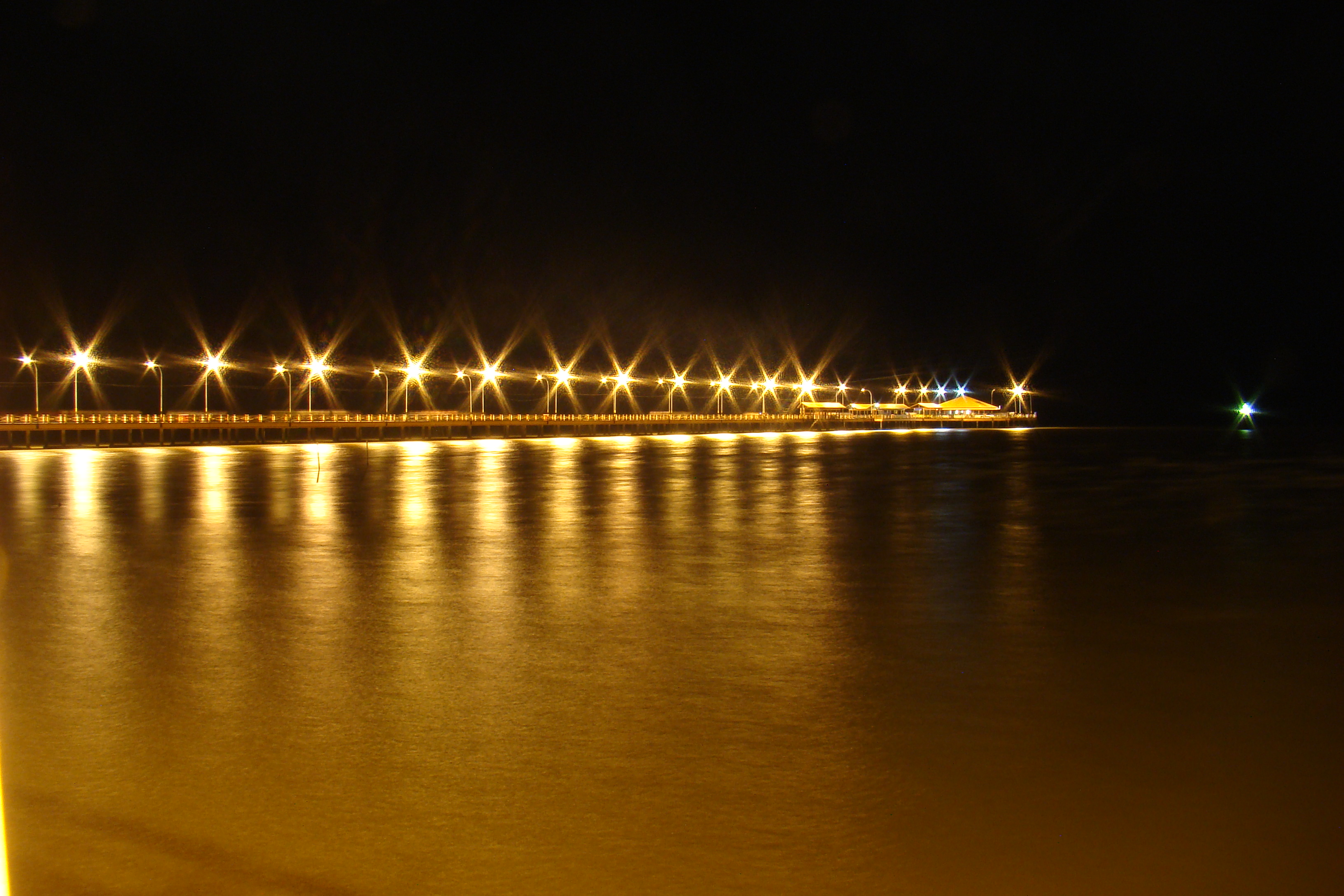
O Rio Amazonas no trecho de Macapá à noite, com destaque para o Trapiche Eliezer Levy

De acordo com a divisão regional vigente desde 2017, instituída pelo IBGE, o município pertence às Regiões Geográficas Intermediária e Imediata de Macapá. Até então, com a vigência das divisões em microrregiões e mesorregiões, fazia parte da microrregião de Macapá, que por sua vez estava incluída na mesorregião do Sul do Amapá. A maior parte de seu território encontra-se acima da linha do Equador. Limita-se ao norte com o município de Ferreira Gomes, ao leste com o Oceano Atlântico, ao sudeste com Itaubal e o Delta do Amazonas e ao sudoeste com Santana, cidade com a qual é conurbada.
O relevo de Macapá é de formação rochosa, com grande potencial turístico, com uma altitude de 14 metros acima do nível do mar. E a cidade é cercada e entrecortada pelas chamadas "áreas de ressaca", que são áreas alagadas e de lagoas, onde parte do dia está coberta pelas águas e outras é um terreno lamacento. No solo há a predominância de latossolos amarelos nos terrenos terciários detrítico-argilosos.
| Maiores acumulados de precipitação em 24 horas registrados em Macapá por meses (INMET) | Maiores acumulados de precipitação em 24 horas registrados em Macapá por meses (INMET) | Maiores acumulados de precipitação em 24 horas registrados em Macapá por meses (INMET) | Maiores acumulados de precipitação em 24 horas registrados em Macapá por meses (INMET) | Maiores acumulados de precipitação em 24 horas registrados em Macapá por meses (INMET) | Maiores acumulados de precipitação em 24 horas registrados em Macapá por meses (INMET) |
| Mês                                                                                    | Acumulado                                                                              | Data                                                                                   | Mês                                                                                    | Acumulado                                                                              | Data                                                                                   |
| -------------------------------------------------------------------------------------- | -------------------------------------------------------------------------------------- | -------------------------------------------------------------------------------------- | -------------------------------------------------------------------------------------- | -------------------------------------------------------------------------------------- | -------------------------------------------------------------------------------------- |
| Janeiro                                                                                | 171,3 mm                                                                               | 17/01/2006                                                                             | Julho                                                                                  | 101,6 mm                                                                               | 08/07/1989                                                                             |
| Fevereiro                                                                              | 215,8 mm                                                                               | 17/02/2004                                                                             | Agosto                                                                                 | 76,1 mm                                                                                | 04/08/1971                                                                             |
| Março                                                                                  | 166,4 mm                                                                               | 21/03/1973                                                                             | Setembro                                                                               | 57,7 mm                                                                                | 02/09/1985                                                                             |
| Abril                                                                                  | 143,4 mm                                                                               | 01/04/1981                                                                             | Outubro                                                                                | 85,8 mm                                                                                | 30/10/2011                                                                             |
| Maio                                                                                   | 175 mm                                                                                 | 04/05/1974                                                                             | Novembro                                                                               | 98,8 mm                                                                                | 20/11/1989                                                                             |
| Junho                                                                                  | 120,4 mm                                                                               | 21/06/2011                                                                             | Dezembro                                                                               | 140,2 mm                                                                               | 09/12/2008                                                                             |
| Período: 01/12/1967-presente                                                           |                                                                                        |                                                                                        |                                                                                        |                                                                                        |                                                                                        |

O município está inserido, quase que integralmente, na Bacia Hidrográfica do Rio Jari, com exceção da parte sul, que é de domínio do Rio Cajari. A hidrografia da capital é diversificada, caracterizando-se por rios, igarapés, lagoas e cachoeiras, tendo como seus principais rios: o Amazonas, que passa em frente à cidade e, além de ser um dos seus cartões postais, é um dos maiores rios pesqueiros do mundo; e o Araguari,  que desemboca no rio Amazonas, é onde há a maior concentração de cachoeiras do estado do Amapá. Além disso, existe ainda o Igarapé da Fortaleza, sendo este um dos mais importantes, pois separa os municípios de Macapá e Santana, e também a Lagoa do Curiaú, onde há várias espécies de peixes.
O clima do município de Macapá é o tropical de monção (Am), quente e úmido. As chuvas ocorrem nos meses de dezembro a agosto, não chegando a atingir 3.000 mm. A estação das secas se inicia no mês de setembro e vai até meados de novembro, quando se registram as temperaturas mais altas. Segundo dados do Instituto Nacional de Meteorologia (INMET), desde dezembro de 1967 a menor temperatura registrada em Macapá foi de 19,6 °C em 31 de janeiro de 1996 e a maior atingiu 37,1 °C em 1 de novembro de 2012. O maior acumulado de precipitação registrado em 24 horas foi de 215,8 mm em 17 de fevereiro de 2004.
| Dados climatológicos para Macapá | Dados climatológicos para Macapá | Dados climatológicos para Macapá | Dados climatológicos para Macapá | Dados climatológicos para Macapá | Dados climatológicos para Macapá | Dados climatológicos para Macapá | Dados climatológicos para Macapá | Dados climatológicos para Macapá | Dados climatológicos para Macapá | Dados climatológicos para Macapá | Dados climatológicos para Macapá | Dados climatológicos para Macapá | Dados climatológicos para Macapá |
| Mês | Jan                              | Fev                              | Mar                              | Abr                              | Mai                              | Jun                              | Jul                              | Ago                              | Set                              | Out                              | Nov                              | Dez                              | Ano                              |
| --- | -------------------------------- | -------------------------------- | -------------------------------- | -------------------------------- | -------------------------------- | -------------------------------- | -------------------------------- | -------------------------------- | -------------------------------- | -------------------------------- | -------------------------------- | -------------------------------- | -------------------------------- |
| Temperatura máxima recorde (°C) | 34,3                             | 34,1                             | 34,4                             | 34,2                             | 36                               | 35,1                             | 35,2                             | 35,7                             | 36,1                             | 36,6                             | 37,1                             | 35,8                             | 37,1                             |
| Temperatura máxima média (°C) | 30,9                             | 30,2                             | 30,4                             | 30,7                             | 31,3                             | 31,8                             | 32,1                             | 32,8                             | 33,4                             | 33,8                             | 33,4                             | 32,4                             | 31,9                             |
| Temperatura média compensada (°C) | 26,6                             | 26,2                             | 26,4                             | 26,6                             | 27                               | 27,1                             | 27,2                             | 27,9                             | 28,5                             | 28,8                             | 28,7                             | 27,8                             | 27,4                             |
| Temperatura mínima média (°C) | 23,6                             | 23,5                             | 23,7                             | 24                               | 24,2                             | 24                               | 23,9                             | 24,3                             | 24,3                             | 24,4                             | 24,3                             | 24                               | 24                               |
| Temperatura mínima recorde (°C) | 19,6                             | 20,4                             | 21,1                             | 21,4                             | 21,4                             | 21                               | 20,2                             | 21                               | 21                               | 21                               | 21                               | 20,4                             | 19,6                             |
| Precipitação (mm) | 268,1                            | 369,3                            | 400,1                            | 376,4                            | 308,4                            | 252,4                            | 203,9                            | 96,3                             | 25,4                             | 22,7                             | 58,1                             | 144,6                            | 2 525,7                          |
| Dias com precipitação (≥ 1 mm) | 17                               | 20                               | 22                               | 21                               | 21                               | 18                               | 16                               | 9                                | 3                                | 2                                | 4                                | 9                                | 162                              |
| Umidade relativa compensada (%) | 84,5                             | 87,1                             | 87,2                             | 87,2                             | 86,2                             | 84,1                             | 82,1                             | 78                               | 73,1                             | 71                               | 72,5                             | 78,1                             | 80,9                             |
| Insolação (h) | 158,1                            | 117,1                            | 120,9                            | 125,8                            | 164,5                            | 198,9                            | 234,3                            | 267,6                            | 273,6                            | 285,3                            | 254,9                            | 215                              | 2 416                            |
| Fonte: Instituto Nacional de Meteorologia (INMET) (normal climatológica de 1991-2020; horas de sol: 1981-2010; recordes de temperatura: 01/12/1967-presente) |                                  |                                  |                                  |                                  |                                  |                                  |                                  |                                  |                                  |                                  |                                  |                                  |                                  |

### Parques

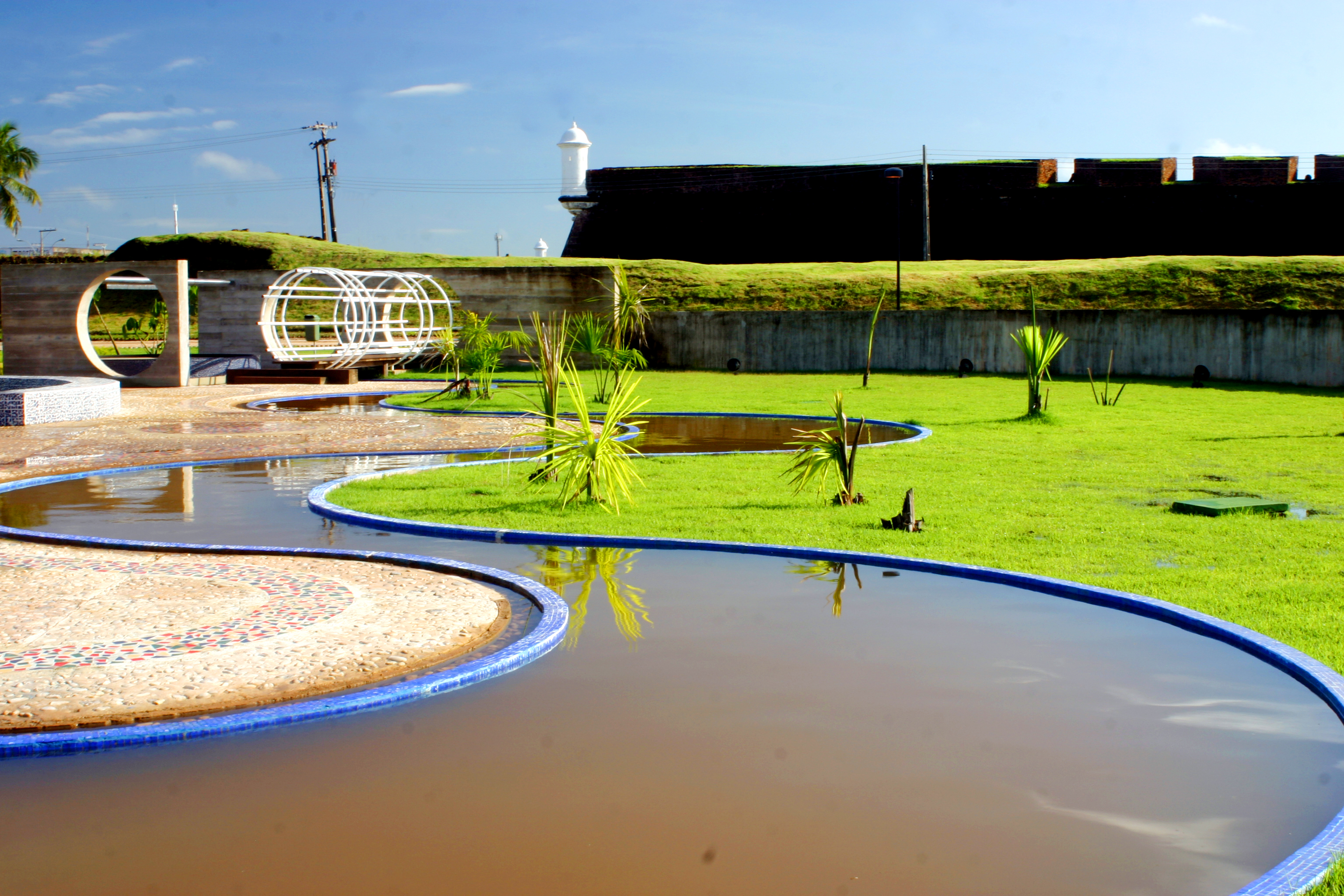
Parque do Forte

A cidade conta com um grande número de praças espalhadas por seu território. Uma das mais conhecidas  é a Praça do Forte (também conhecida como Parque do Forte), que está localizada ao lado da Fortaleza de São José. Além de muito popular é também uma das mais visitadas. Outro importante espaço público é a Praça Barão do Rio Branco, que se localiza na Avenida FAB e foi fundada 1950. A praça Veiga Cabral faz referência a Francisco Xavier da Veiga Cabral, foi a primeira praça de Macapá. Denominada Praça São Sebastião na época colonial, a praça foi cenário da elevação do povoado de Macapá à categoria de Vila de São José por Mendonça Furtado, Governador do Grão Pará e Maranhão no dia 4 de fevereiro de 1758, além de ocorrer o lançamento da pedra fundamental da Igreja de São José de Macapá. A Praça Veiga Cabral está situada no Bairro Central, próximo à Igreja São José, à Biblioteca Pública, ao Teatro das Bacabeiras, ao Museu Joaquim Caetano, ao Complexo Beira Rio e à área do comércio. Há a Praça Abdallah Houat que se encontra no complexo Beira-Rio a poucos metros do Rio Amazonas e a Praça Nossa Senhora da Conceição em frente a igreja de mesmo nome no bairro do Trem. Cada bairro do município tem sua praça própria.

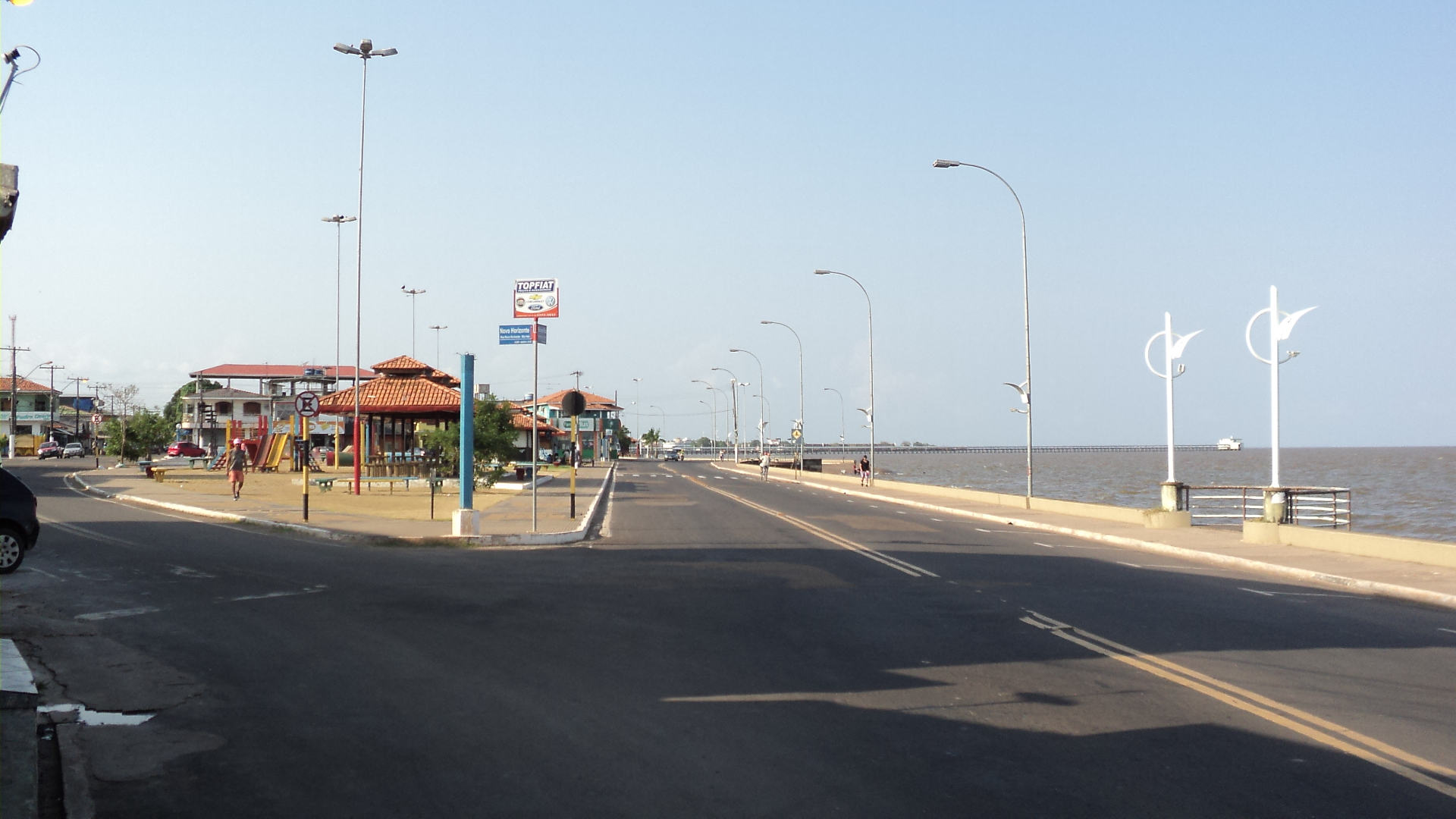
Orla do Santa Inês

Em 25 de outubro de 2019, foi reinaugurado o antigo Parque Zoobotânico de Macapá, renomeado para Bioparque da Amazônia Arinaldo Gomes Barreto. O local tem uma área de 107 hectares, e integra ecossistemas, animais e pessoas, em busca de desenvolvimento sustentável e inovação em pesquisa científica. O parque foi criado em 1973, como Parque Florestal da Cidade, por Raimundo dos Santos Souza, o “Sacaca”, para receber animais silvestres acidentados durante a construção da estrada que liga Macapá ao porto de Santana, além de terem saído das matas do complexo as mudas e sementes que contribuíram com a arborização do que hoje são as dependências do Museu Emílio Goeldi, de Belém, e fazem parte também do acervo do Jardim Botânico do Rio de Janeiro, o mais completo herbário do mundo sobre a Amazônia. Anos depois, o espaço foi transformado em jardim zoobotânico, mas fechou há quase 20 anos quando não conseguiu mais seguir normas de órgãos de meio ambiente, deixando de melhorar, por exemplo, os espaços destinados aos animais. O novo complexo agora possui diversas trilhas de diferentes níveis de dificuldade, amplo espaço para piqueniques, orquidário, redário, espaços de interação, meliponário, trilha aquática, tirolesa e o ecótono, que é uma área de transição entre três ecossistemas: a mata de terra firme, o cerrado e a ressaca.

## Demografia
Segundo o censo oficial do Instituto Brasileiro de Geografia e Estatística (IBGE), em 2010, Macapá possuía 398 204 habitantes, sendo que destes 381 214 habitavam na zona urbana (95,7%) e 16 990 habitavam a zona rural (4,3%). Em 2021, o mesmo órgão estima que habitam em Macapá 522 357 pessoas. O município possuía 212 539 eleitores em 2010, número que chegou aos 277 689 em 2016 e 310 818 em 2024.
O Índice de Desenvolvimento Humano Municipal (IDH-M) de Macapá é considerado médio pelo Programa das Nações Unidas para o Desenvolvimento (PNUD), sendo seu valor de 0,733. Considerando apenas a educação o valor do índice é de 0,904, enquanto o do Brasil é 0,849, o índice da longevidade é de 0,715  (o brasileiro é 0,638) e o de renda é de 0,697  (o do Brasil é 0,723). Macapá possui a maioria dos indicadores acima da média segundo o PNUD. A renda per capita é de 11.962,88 reais, a taxa de alfabetização é 97,78% e a expectativa de vida é de 72,45 anos. O coeficiente de Gini, que mede a desigualdade social, é de 0,42, sendo que 1,00 é o pior número e 0,00 é o melhor. A incidência da pobreza, medida pelo IBGE, é de 36,1% e a incidência da pobreza subjetiva é de 36,64%.
A Região Metropolitana de Macapá foi criada a 26 de fevereiro de 2003 pela Lei Complementar Estadual nº 21. Abriga população de 509.883 habitantes e abrange uma área total de 7.984,640 km². É composta por Macapá, Santana e Mazagão. É a 32ª maior região metropolitana do Brasil.

### Religiões

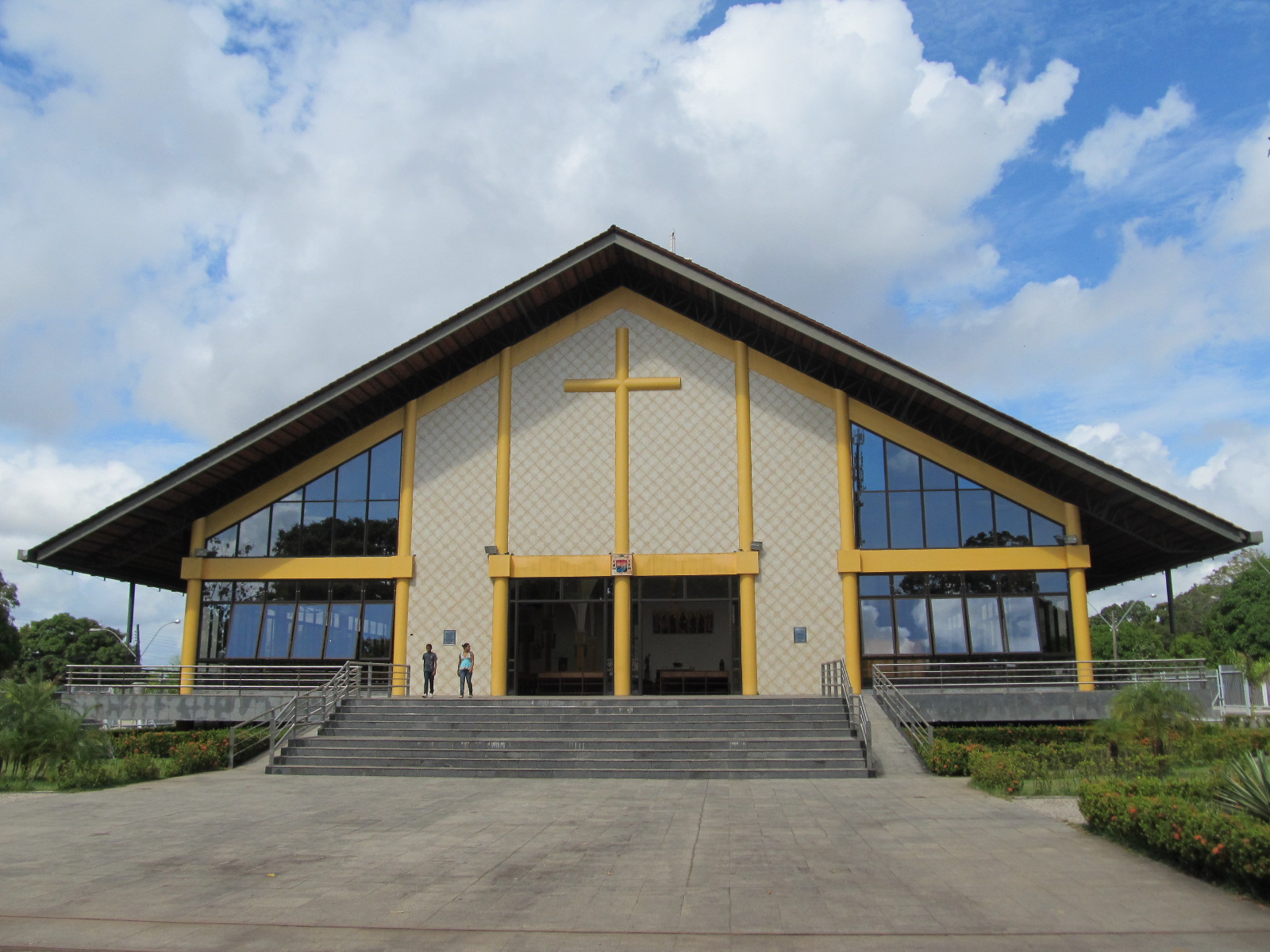
Catedral São José, sede da Diocese de Macapá

De acordo com dados do Instituto Brasileiro de Geografia e Estatística (IBGE), de 2022, pouco mais da metade (52,87%) da população era católica. Outros 33,91% eram protestantes, 7,13% não tinham religião, 0,75% espíritas, 0,69% umbandistas ou candomblecistas. Outros 3,81% seguiam outras denominações e 0,85% não souberam ou não declararam sua preferência religiosa. Não houve porcentagens para seguidores de tradições indígenas.
O domínio na cidade é católico, porém, possui os mais diversos credos protestantes ou reformados, como a Igreja Luterana, a Igreja Presbiteriana, a Igreja Metodista, a Igreja Adventista, a Igreja Batista, a Assembleia de Deus, a Igreja Videira Verdadeira, a Igreja do Evangelho Quadrangular, a Igreja Universal do Reino de Deus, as Testemunhas de Jeová, entre outras. Atualmente, vem crescendo o número de protestantes em Macapá. Entre outras religiões, destaca-se, em Macapá, o número de adeptos ao Judaísmo, ao Islamismo, Testemunhas de Jeová e Igreja Messiânica Mundial - religiões que vêm apresentando um pequeno crescimento nos últimos anos.

### Criminalidade
Em pesquisas realizadas em 2009, constatou-se que a cidade é uma das capitais brasileiras onde os jovens estão mais vulneráveis à violência, o índice de vulnerabilidade da capital é de 0,455, outras capitais da região são Porto Velho e Belém. Segundo dados levantados pela Unesco, houve um aumento de 38% dos homicídios nos últimos anos nas cidades de Macapá e Cuiabá. A cidade é a capital mais violenta do país, com 70 homicídio a cada 100 mil habitantes, de acordo com o Anuário Brasileiro de Segurança Pública de 2022.

### Composição étnica
A população macapaense é fruto de um intenso processo de miscigenação entre populações europeias, africanas e indígenas. No censo de 2022, da população total, 280.577 eram pardos (63,35%), 104.145 eram brancos (23,51%), 56.592 (12,78%) eram pretos, 1.079 (0,24%) eram indígenas e 532 (0,12%) eram amarelos. Um estudo genético realizado em 2010, com base em amostras de 307 indivíduos aleatórios de Macapá, estimou a origem dos genes em 46% europeia, 35% indígena e 19% africana. Outro estudo realizado em 2011, com base em amostras de 130 pessoas diferentes de Macapá, estimou origem 50% europeia, 29% africana e 21% indígena. Em 2019 realizou-se um estudo que buscou determinar a contribuição genética de ancestralidade materna, sendo feito em 55 indivíduos de Macapá, estimou origem 53,7% indígena, 25,9% africana e 20,4% europeia.

#### Quilombolas
Um estudo de 1999 realizado em duas comunidades amazônicas, das quais uma em Macapá (145 pessoas do Curiaú) apontou ancestralidade 73% africana, 26% europeia e 0% indígena. Outro estudo de 2011 realizado em nove comunidades, das quais uma em Macapá (48 pessoas do Curiaú), investigou a origem paterna com base no cromossomo Y (presente apenas em homens). A ancestralidade masculina no Curiaú foi estimada em 73% africana, 17% europeia e 9% indígena. Outro estudo similar realizado no Curiaú identificou, dentre a ancestralidade africana, origem 50% bantu, 33% Senegal e 17% Benin.
Segundo o Instituto de Colonização e Reforma Agrária e a Fundação Cultural Palmares, o município de Macapá possui 26 comunidades remanescentes de quilombo. Do total, 3 comunidades (Curiaú, Conceição do Macacoari e Mel da Pedreira) são tituladas, ou seja, já possuem o título de propriedade do território tradicionalmente ocupado. Outras 26 comunidades são apenas certificadas, isto é, são reconhecidas oficialmente como remanescente de quilombo, mas ainda não possuem o título de propriedade das terras, dentre elas: Lagoa dos Índios, Rosa, São Pedro dos Bois, Ressaca da Pedreira, Abacate da Pedreira, São José do Mata Fome, Ambé e Maruanum.

### Fluxos migratórios
Dentre os fluxos migratórios mais significativos historicamente, destacam-se os de portugueses; e mais recentemente de pessoas de outros estados da federação. Pessoas vindas do Pará, Maranhão, Ceará e de estados da região sul e sudeste buscam na capital melhores condições de vida. Este fluxo intenso somado a outros fatores resulta no aumento do número de veículos motorizados na cidade, no aumento da criminalidade e a ocupação irregular das áreas de mananciais do município. Estes fatores tem promovido uma transformação no espaço urbano da cidade, um exemplo é a mudança de uma cidade horizontalizada para uma capital que vem experimentando uma verticalização urbana.

## Governo
Entre a década de 1930 e meados da de 1940, o município teve prefeitos nomeados pelo governador do Pará, pois ainda pertencia ao Estado.
O prefeito da cidade de Macapá é Antônio Furlan, eleito em dezembro de 2020 com 55,67% dos votos válidos. O poder executivo da cidade é representado por ele e seu gabinete de secretários municipais, seguindo o modelo proposto pela Constituição Federal. Já o poder legislativo, é representado pela câmara municipal, ou seja, pelos 23 vereadores eleitos para cargos de quatro anos. Atualmente, a cidade tem 253,3 mil eleitores.

### Relações internacionais
Cidades-irmãs de Macapá:
- Boa Vista, Roraima, Brasil.[78]
- Kourou, Guiana Francesa.[79][80]
- Uidá, Benim.[81]

## Subdivisões
Em 2010, segundo o IBGE, Macapá contava com 28 bairros oficiais, no entanto, ainda havia outros 32 não oficializados, ou seja, que foram criados sem registro jurídico especificando delimitações, ruas, quadras ou habitações. Essa situação só foi regularizada a partir de 31 de dezembro de 2020, quando a Prefeitura Municipal de Macapá reconheceu 36 novos bairros, totalizando 64 bairros na cidade.

## Economia

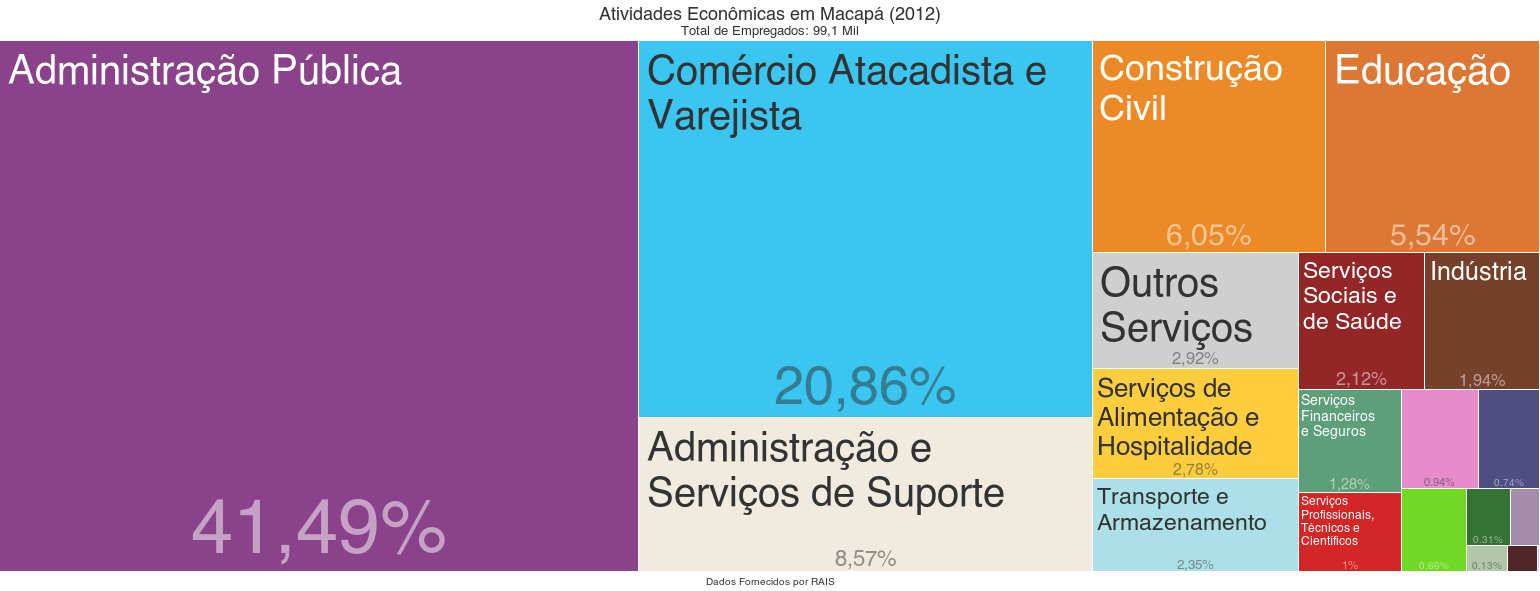
Atividades econômicas em Macapá (2012)

Macapá é o centro econômico do estado, com um Produto Interno Bruto (PIB) de 12 938 060,018 reais em 2021. O comércio é importante para a cidade, além do extrativismo, agricultura e indústria. Com localização privilegiada em relação a sua posição geográfica, tem grandes possibilidades de relações comerciais com a América Central, América do Norte e a Europa. A criação da Zona de Livre Comércio de Macapá, regulamentada pela Lei Federal 8 387, de 30 de dezembro de 1991 e do Decreto 517, de 8 de maio de 1992, possibilitou oportunidades de negócios para a economia do estado, principalmente para a indústria, comércio, serviços e o turismo. Apesar de investimentos de outros estados brasileiros e de capital estrangeiro, ainda há um grande mercado a ser explorado. Contudo, há pontos negativos nesta nova vertente econômica, podendo-se detectar, facilmente, o crescimento populacional desordenado e a falta de planejamento urbano. Conforme dados da SUFRAMA, as áreas de Livre Comércio de Macapá e Santana abrangem uma área de 220 km², correspondente a parte dos municípios de Macapá e Santana. As vias de acesso: fluvial (rios Amazonas, Oiapoque, Jari, Araguari e Maracá) e aéreo.[carece de fontes?]
Em 2015 a cidade foi interligada ao Sistema Interligado Nacional (SIN), até então o sistema de geração de energia no Estado era somente realizado pela Eletronorte S/A por duas usinas: uma térmica a óleo diesel UTE-Santana e uma hidroelétrica UHE-Coaracy Nunes. Também é realizada geração de energia para a mineração pela Amapari Energia S/A, uma térmica a óleo diesel UTE-Serra do Navio. A distribuição de energia para Macapá e demais municípios é realizada pela CEA, uma estatal do Governo do Estado do Amapá. A Mineração, extração de madeiras, pecuária, piscicultura, açaí, castanha-do-Pará, borracha, andiroba, copaíba e plantas medicinais. O distrito industrial localiza-se em Santana, às margens do Rio Matapi e cortado pela Rodovia Macapá-Mazagão. Possui uma área de 463 hectares, sendo 280 já implantados e distribuídos em 11 quadras e 73 lotes, com a infraestrutura necessária para a implantação de projetos industriais. Está distante 20,7 km de Macapá; 8 km de Santana e 26 km do Aeroporto Internacional de Macapá.[carece de fontes?]
Dispõe de acesso pela Rodovia Macapá/Santana/Mazagão e pelo Rio Matapi. Macapá tem uma vocação natural para o comércio, em razão de sua localização geográfica privilegiada que favorece as transações comerciais com as Américas Central, do Norte e com a Europa. A maior parte da renda do município vem dos serviços e o comércio movimenta grande parte da economia. Há apenas 2 shoppings centers em Macapá registrados na Associação Brasileira de Shopping Centers (ABRASCE), o maior entre eles é o Amapá Garden Shopping com 30 483 m² de ABL e o Macapá Shopping com 19 650 m² de ABL

## Infraestrutura

### Comunicações

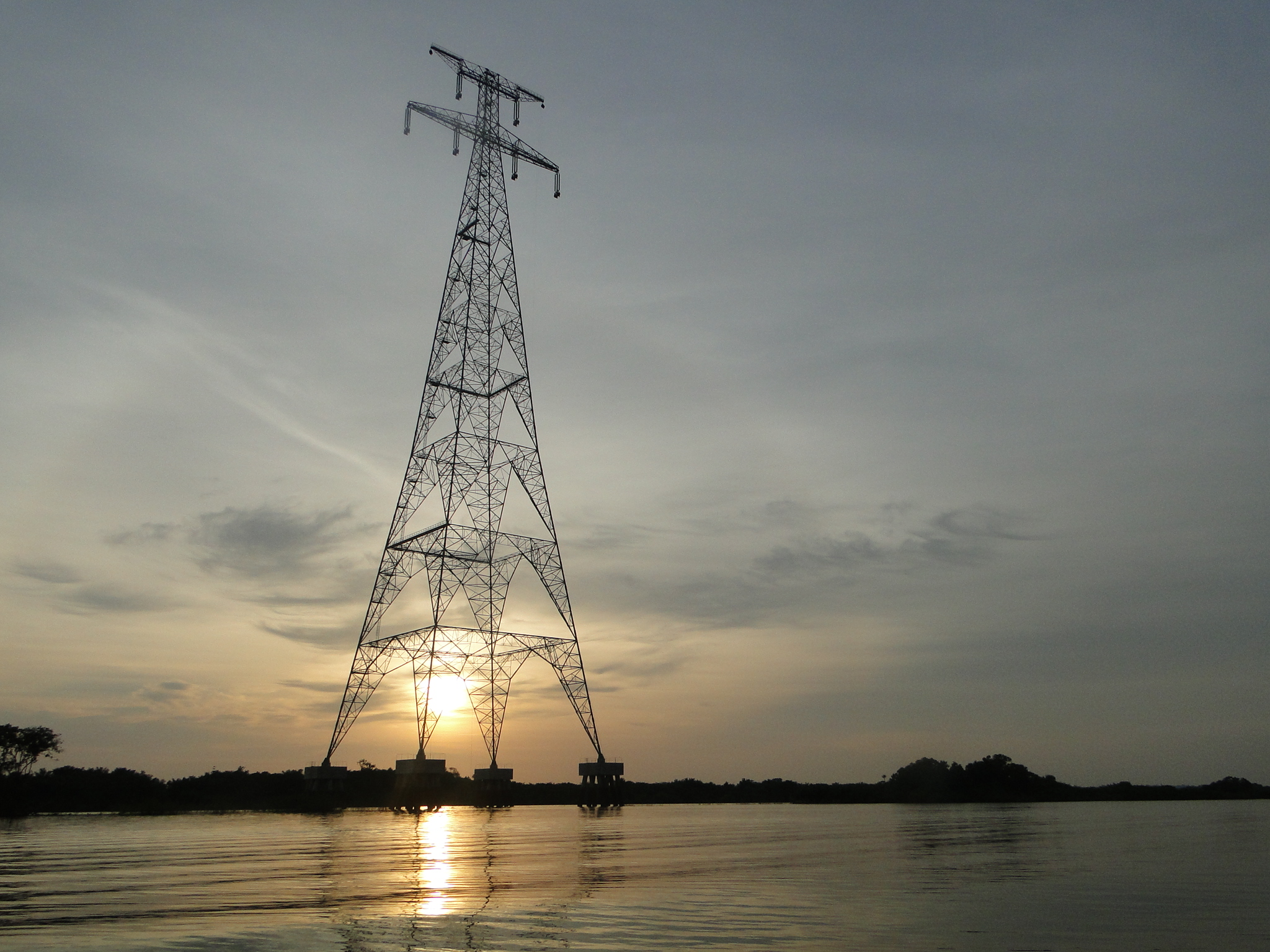
Linha de Transmissão de Tucuruí

O índice por área de discagem direta a distância (DDD) da cidade é de 096. A cidade de Macapá possui cobertura 2G, 3G e 4G das operadoras Claro, TIM e Vivo, estas com sinal apenas na capital e vizinhanças.
Macapá recebe sinais de televisão aberta de várias emissoras brasileiras como a Rede Amazônica Macapá (afiliada à TV Globo e pertencente à Rede Amazônica), TV Amazônia (afiliada ao SBT), TV Assembleia (afiliada à TV Senado e Câmara), TV Marco Zero (afiliada à Record News), TV Equinócio (afiliada à Record), Rede Vida, TV Canção Nova, TV Macapá (afiliada à Band), TV Nazaré e outros canais independentes como Amazon Sat.
Também há diversas estações de rádio em Macapá como a Jovem Pan FM, Amapá FM, Rádio Senado, Rádio Universitária, Equatorial FM, Marco Zero FM, Forte FM, São José FM, 102 FM, Boas Novas FM, Difusora AM, Marco Zero AM, entre outras. Circulam atualmente em todo o Estado do Amapá quatro impressos diários e alguns semanais sem estabilidade periódica.

### Mobilidade urbana e acessibilidade
Segundo dados de 2016 divulgados pelo IBGE, Macapá possui uma frota de 140.915 veículos. Destacam-se os automóveis (60.226) e as motocicletas (44.840).
Macapá conta com cerca de duzentos coletivos urbanos que realizam transporte público regular, cuja tarifa em 2017 é de R$ 3,00 (três reais). Tal valor é reduzido à metade para estudantes cadastrados junto às autoridades competentes, bem como nos domingos e feriados. Cerca de 60% dos coletivos são adaptados às necessidades de cadeirantes. O transporte coletivo urbano abrange os três municípios da Região Metropolitana de Macapá: além da capital, Santana e Mazagão.
A cidade possui um aeroporto com uma pista de 2.100 metros de comprimento e 40 metros de largura, que opera voos nacionais e internacionais (para a Guiana Francesa), e que tem capacidade para receber aviões de grande porte como Boeing 737, Boeing 767,Airbus A320 e Airbus A330. As companhias aéreas que se destinam a Macapá são Azul, Gol e Latam. Apenas estas duas últimas oferecem voos diretos partindo de Brasília.
Macapá não possui nenhuma ligação rodoviária com outra capital, mas conta com o Terminal Rodoviário de Macapá. As principais rodovias, que fazem ligação com as cidades e comunidades no interior, são a AP-010 (liga Macapá ao município de Santana), AP-020 (liga Macapá ao município de Santana e faz conexão para a BR-156 pelo km 09), AP-030: (liga Macapá ao município de Mazagão), AP-070 (liga Macapá às comunidades de Curiaú, São Francisco da Casa Grande, Abacate da Pedreira, Santo Antônio da Pedreira, Inajá, Corre Água, São Joaquim do Pacuí, Santa Luzia, Gurupora, ao município de Cutias), BR-156 (liga Macapá, no trecho norte, ao município de Oiapoque, passando pelos municípios de Porto Grande, Ferreira Gomes, Tartarugalzinho, Pracuuba, Amapá e Calçoene e, no trecho sul, ao município de  Laranjal do Jari. A mesma interconecta com a BR-210 (Perimetral Norte) e a BR-210 que liga Macapá ao oeste do Estado, ao município de Serra do Navio, passando pelos municípios de Porto Grande e Pedra Branca do Amapari. Tem um trecho inacabado nas terras indígenas Waiãpi.

### Educação
Macapá é um importante centro educacional do Estado do Amapá, tanto no ensino médio como superior, e concentra a maioria das escolas e faculdades públicas e particulares. Existem, em Macapá, 18 instituições de ensino superior, que ofertam 74 cursos, dentre eles Direito e Medicina. Nestes cursos, em 2009, estavam matriculados cerca de 20 mil acadêmicos, segundo dados obtidos junto ao IBGE. Entre as instituições pública de ensino superior de Macapá estão a Universidade Federal do Amapá (UNIFAP), a Universidade Estadual do Amapá (UEAP) e o Instituto Federal do Amapá (IFAP).

## Cultura

### Música

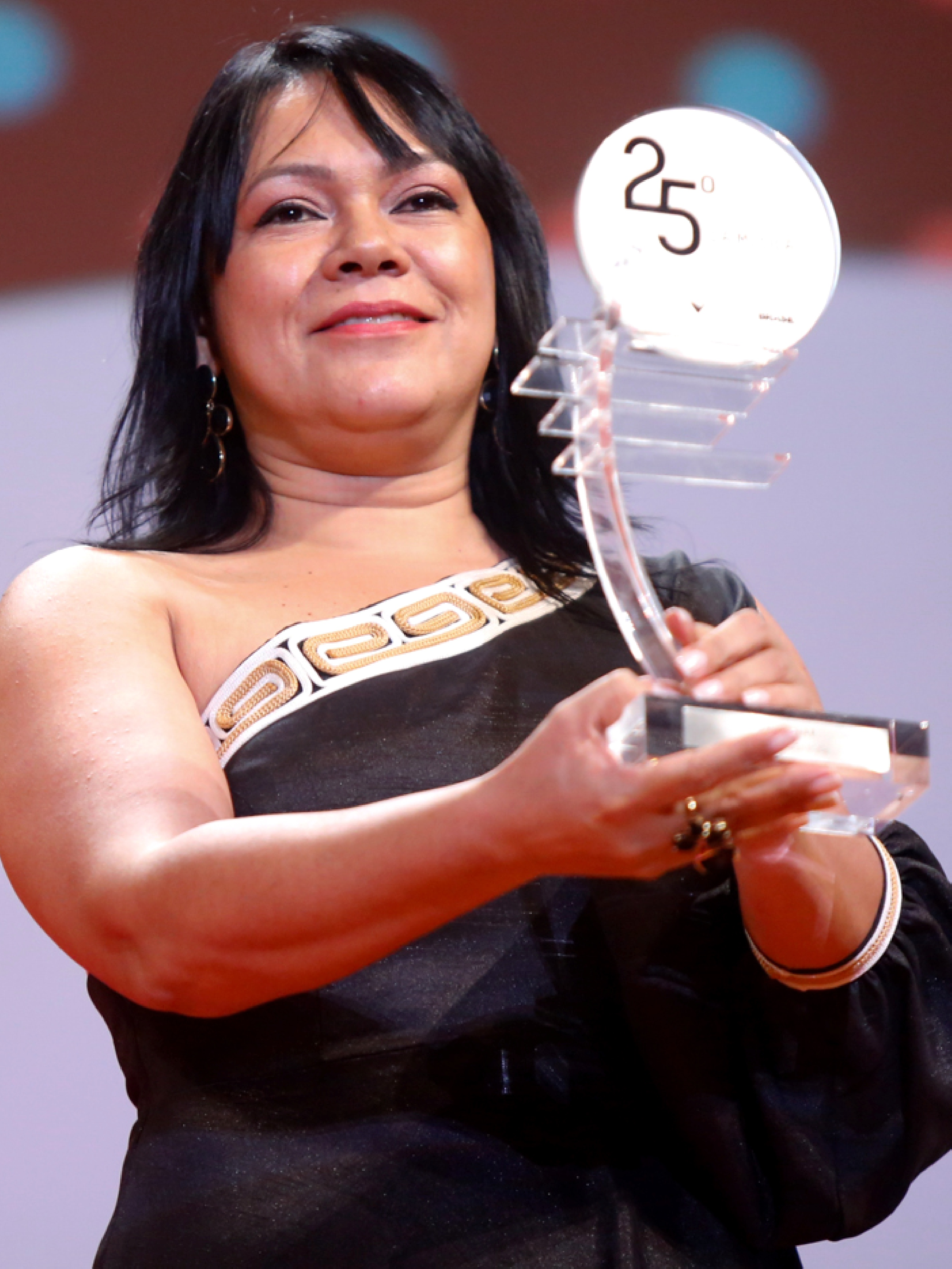
Cantora Patrícia Bastos

A cidade possui nomes de renome como Patrícia Bastos, tendo sido indicada ao Grammy Latino pelo álbum Batom Bacaba, a Banda Negro de Nós, idealizada pelo músico e produtor musical Walber Silva em 10 de janeiro de 1999, com influências de ritmos negros amapaenses e caribenhos como o marabaixo, zouk, batuque e cacicó, em 2001 a banda se consagrou fora do Brasil, assinando com uma gravadora Alemã, onde vendeu 10 mil cópias em países como Estados Unidos, Portugal e Japão.
A Associação dos Músicos e Compositores do Amapá, fundada em 12 de junho de 1996 é considerada Entidade de Utilidade Pública pela Prefeitura Municipal de Macapá e Governo do Estado do Amapá, ela mantém os projetos Canto de Casa, Festival da Canção no Meio do Mundo e Amapá Jazz Festival, este último tendo sido criado pelo músico e instrumentista Fineias Nelluty em 2007, atualmente sendo este um dos maiores festivais do gênero na Amazônia. Na música erudita, na cidade destaca-se as apresentações da Orquestra Filarmônica Equinócio das Águas (OFEA), criada em 24 de novembro de 2011, sendo a orquestra oficial e mantenedora do Festival de Música do Amapá (FEMAP).

### Eventos

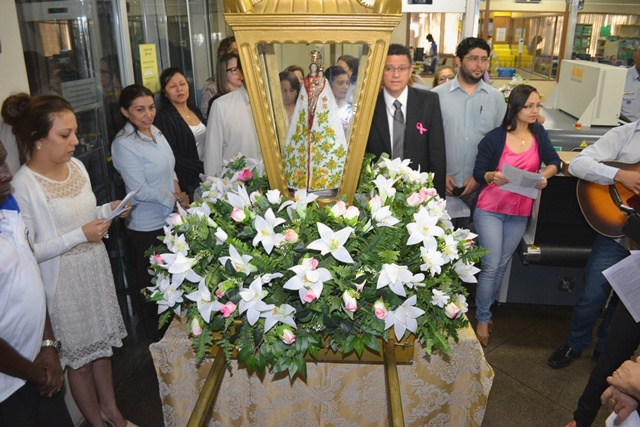
Imagem peregrina da Virgem de Nazaré, na sede do Tribunal de Justiça do Amapá, como parte da programação do Círio 2014.

O Círio de Nazaré é um evento católico adotado do Estado do Pará, realizado na capital Belém. A Festa de Nossa Senhora de Nazaré foi realizada no ano de 1934, quando Macapá ainda pertencia ao Estado do Pará, e foi idealizada pelo entusiasmo do Senhor Major Eliezer Levy, prefeito municipal da cidade, que, juntamente com outras pessoas, como José Santana, Martinho Borges da Fonseca, Cesário dos Reis Cavalcante, Manoel Eudóxio Pereira, Sophia Mendes Coutinho, Ernestina Santana, Rita Cavalcante e Tereza Serra e Silva, organizou e levou em frente a feliz ideia, dando origem ao primeiro "Círio" de Nazaré em 6 de novembro de 1934, que, apesar das dificuldades da época, revestiu-se de grande beleza. A transladação noturna da imagem de Nazaré, na véspera do Círio, saiu da Igreja de São José, para a residência do Senhor Cesário dos Reis Cavalcante, localizada na chamada "Rua da Praia" (hoje, Avenida Amazonas), e dessa novamente, para a Matriz de São José. O cortejo do Círio foi pequeno, porém, bem organizado: na frente, um esquadrão de vinte cavaleiros; logo em seguida, anjos conduzindo as bandeiras do Brasil e da Igreja; continuando o carro dos anjos e o "Escaler" da Marujada, rememorando um dos milagres da Virgem. Hoje, o Círio de Nazaré de Macapá reúne mais de 250 000 pessoas. Acontecendo anualmente no segundo domingo do mês de outubro, a festa se tornou o maior evento religioso do Estado, atraindo turistas e movimentando o setor econômico do município.
A Expofeira Agropecuária do Amapá foi realizada uma vez por ano no Parque de Exposições da Fazendinha (distrito de Macapá). Patrocinada pelo Governo do Estado, o evento possuiu mais de 40 edições e movimenta milhões de reais, além de gerar anualmente cerca de 5 mil empregos diretos e indiretos. A Feira contava com a Eleição da Rainha da Feira, rodeios que levavam milhares de amapaenses à arena, leilão de gado, a participação dos empreendedores culturais e uma área de 23 mil metros de montagem, com inúmeras oportunidades de negócio, além de vários shows com artistas nacionais.

### Espaços culturais

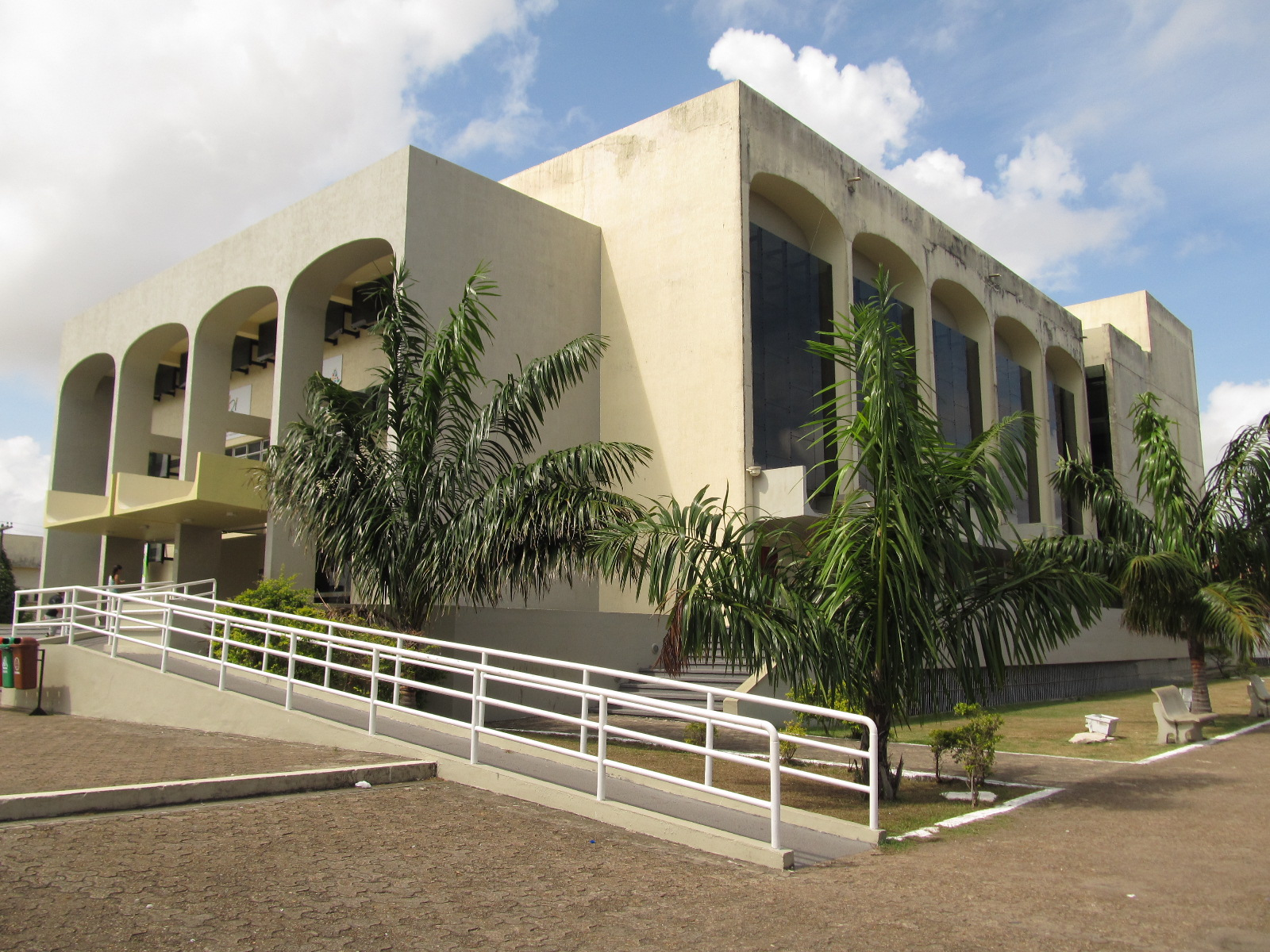
O Teatro das Bacabeiras.

O Teatro das Bacabeiras está localizado no centro de Macapá, em frente a Praça Veiga Cabral, é o centro das manifestações artísticas e culturais do povo amapaense. Com arquitetura moderna, conta com 703 poltronas em seu ambiente, além de sala de dança, camarins individuais e coletivos e um grande palco. O espaço foi construído entre 1984 e 1990, bem depois de terminados os tempos dos barões ou a belle époque da borracha. Com linhas modernas de estilo italiano, o teatro é considerado um dos maiores patrimônios arquitetônicos de Macapá. Sua construção, à época, não ocorreu sem ferozes críticas, pois foi edificado na área onde se realizava tradicionalmente o "Arraial de São José".

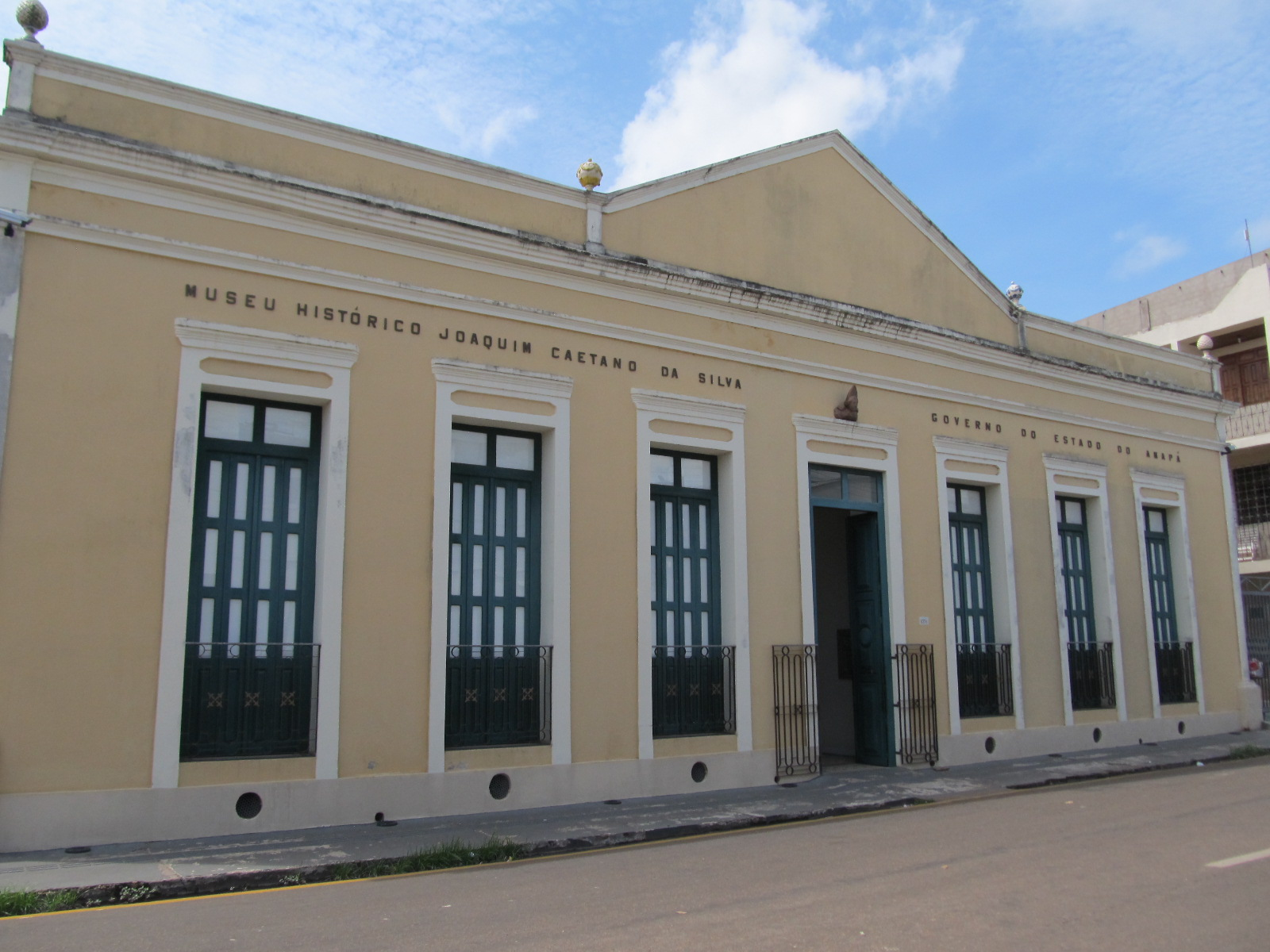
Museu Histórico Joaquim Caetano da Silva

O Museu Histórico Joaquim Caetano da Silva foi inaugurado em 1990 e expõe documentos, fotografias, peças arqueológicas e manuscritos dos séculos XIX e XX. Foi originado do extinto Museu Territorial, criado pelo governador da época, Janary Nunes. O centro histórico conta a história desde as pesquisas arqueológicas no Estado do Amapá até a origem dos primeiros prédios.[carece de fontes?]

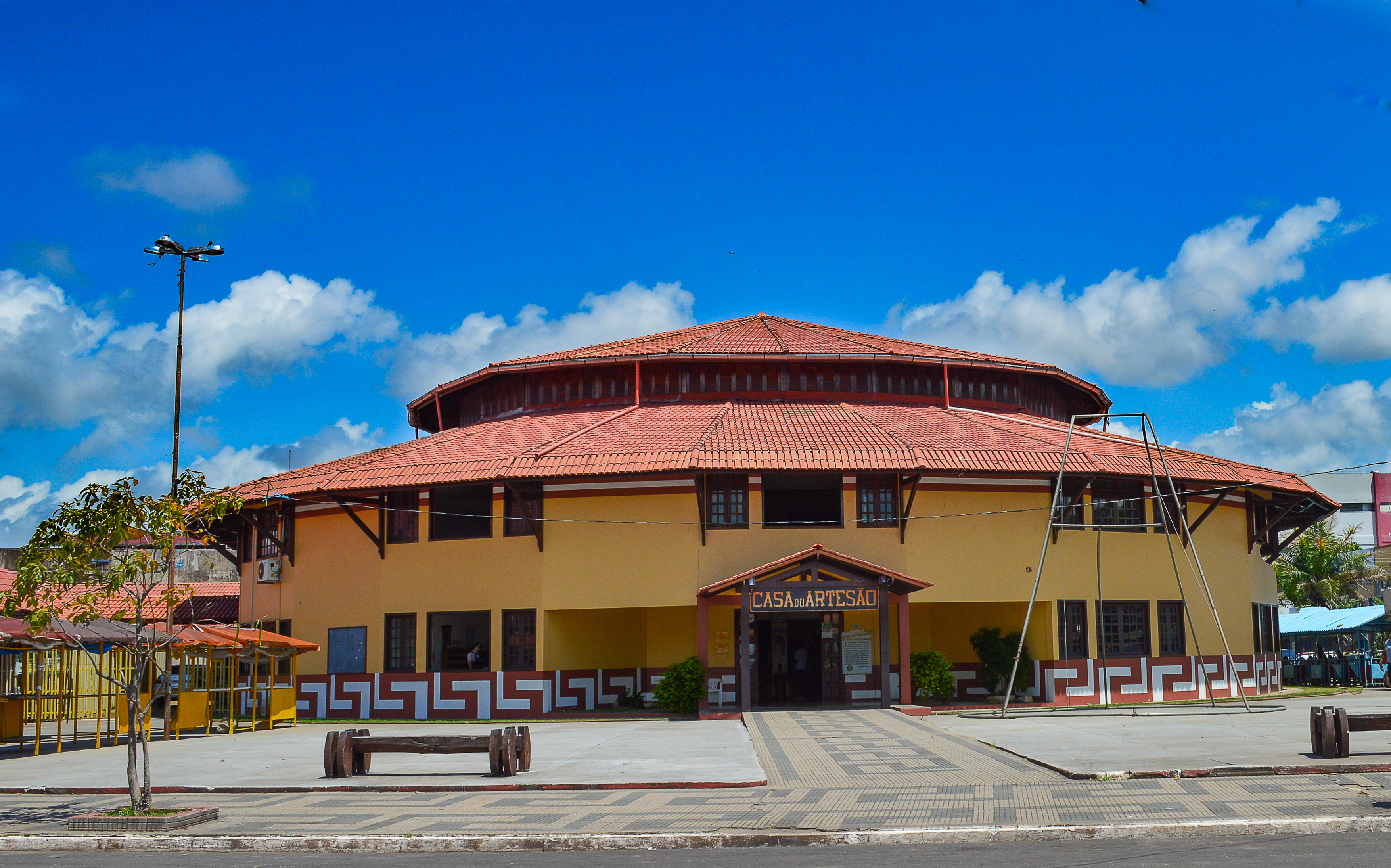
Casa do Artesão de Macapá

A Casa do Artesão é o maior centro do artesanato amapaense. Seu principal objetivo é fomentar a atividade artesanal no Estado e promover a geração de trabalho e renda para os artesãos locais, possibilitando assim, a exposição e a comercialização de seus produtos. O artesanato indígena também está presente, representado pelos trabalhos dos povos Waiãpi, Karipuna, Palikur, Galibi, Apari, Waina, Tirió e Kaxuyana. Na confecção das peças são utilizados vime, madeira, argila, fibra vegetal, sementes, penas, entre outros elementos retirados da natureza, sem impactar o meio ambiente.[carece de fontes?]
O Museu Sacaca, denominado assim em homenagem a um dos mais populares cidadãos da história amapaense, neste local estão reproduzidas as habitações de várias etnias indígenas, caboclos ribeirinhos e castanheiros. O museu conta com apresentação de palestras, exposições e seminários.[carece de fontes?]
O Centro de Cultura Negra, inaugurado em 5 de setembro de 1998, no bairro do Laguinho, representa a revitalização da cultura negra no Estado. Com seis blocos edificados numa aérea de 7,2 mil m², compreende um anfiteatro, museu, auditório, espaço afro-religioso, sala multiúso e administração. Trata-se de um espaço democrático que é utilizado, principalmente, para divulgar e preservar a cultura afro-brasileira.[carece de fontes?]
O Centro Cultural Franco Amapaense nasceu de um projeto, assinado em 2003, entre os Governos do Brasil e da França e já tinha como meta expandir o diálogo de concretização bilateral. A parceria foi fundamental na construção do espaço. O Centro conta com salas de estudo, biblioteca, além de um auditório com capacidade para 250 pessoas. O objetivo é dinamizar a educação e popularizar o ensino da língua e cultura francesa.[carece de fontes?]

### Feriados
Na tabela a seguir estão os feriados municipais de Macapá.
| Data           | Nome                          |
| -------------- | ----------------------------- |
| 4 de fevereiro | Aniversário de Macapá         |
| 19 de março    | São José, padroeiro da cidade |
| 5 de outubro   | Criação do estado do Amapá    |

### Listas
- Lista de municípios do Amapá por população
- Lista de instituições de ensino de Macapá
- Lista de capitais brasileiras por IDH